# لیتل ریچارد
ریچارد وین پنیمن (به انگلیسی: Richard Wayne Penniman) با نام هنری لیتل ریچارد (به انگلیسی: Little Richard) (زاده ۵ دسامبر ۱۹۳۲– درگذشتهٔ ۹ مه ۲۰۲۰) آهنگ‌ساز، خواننده، ترانه‌سرا و موزیسین آمریکایی بود.

## زندگی حرفه‌ای
لیتل ریچارد در طول شش دهه جزو تأثیرگذارترین افراد در موسیقی راک بوده‌است. او و آثارش از نیمهٔ دهه ۱۹۵۰ (میلادی) به شهرت جهانی رسیدند. پنیمن در آن دوران با موسیقی پویا و اجرای بی‌مانند خود، از جمله بنیانگذاران سبک آراندبی بود. موسیقی او، بیشتر با سایر سبک‌های موسیقی عامه‌پسند مانند سول و فانک نزدیکی زیادی داشت. لیتل ریچارد می‌گفت به آنها نواختن موسیقی ملایم را آموخته بودند اما او به دنبال سبکی متفاوت و پرهیاهوتر بوده است.
هنرمندان بسیاری از سبک‌های گوناگون چون راک و رپ، از موسیقی پنیمن تأثیر پذیرفته‌اند. وی به «پدر موسیقی راک اند رول» شناخته می‌شد. او خود را «پادشاه راک اند رول» می‌دانست.
در دهه ۱۹۵۰ (میلادی) ترانه‌های لیتل ریچارد هنگامی شناخته می‌شدند که توسط خوانندگان سفیدپوست شناخته می‌شدند. او می‌گوید درآمد الویس پریسلی از خواندن ترانه «توتی فروتی» بیشتر از درآمد او بوده است.
لیتل ریچارد در سال ۱۹۵۷ خوانندگی را کنار گذاشت و کشیش شد. اما خیلی زود دوباره به جهان موسیقی بازگشت و به همکاری با بیتلز، رولینگ استونز، و جیمز براون پرداخت.
توتی فروتی (۱۹۵۵)، لانگ تال سَلی (۱۹۵۶)، لوسیل (۱۹۵۷)، و گود کلی، میس مولی (۱۹۵۸) از موفق‌ترین ترانه‌های لیتل ریچارد بودند. در سال ۲۰۱۰ ترانه توتی فروتی پنجمین ترانه در فهرست ملی ضبط اصوات ثبت شد.
لیتل ریچارد همچنین در فیلم و سریال‌هایی چون، ستوان کلمبو (۱۹۹۱)، مخمصه شامگاهی (۱۹۹۲)، آخرین قهرمان اکشن (۱۹۹۳)، بی‌واچ (۱۹۹۵)، نمایش درو کری (۱۹۹۷)، چرا احمق‌ها عاشق می‌شوند(۱۹۹۸)، معما، آلاسکا (۱۹۹۹)، و سیمپسون‌ها (۲۰۰۲) بازی کرده‌است.

## افتخارها
پنیمن از اعضای تالار مشاهیر راک اند رول و تالار مشاهیر ترانه‌سرایان است. او جایزهٔ یک عمر فعالیت هنری را از آکادمی ملی علوم و هنرهای ضبط و بنیاد ریتم اند بلوز دریافت کرده‌است.

## مرگ
ریچارد پنیمن ۹ مه ۲۰۲۰ در سن ۸۷ سالگی در تنسی درگذشت. علت مرگ وی تومور استخوان اعلام شد.